# 49P/Арена — Риго
Комета Арена — Риго (49P/Arend-Rigaux) — короткопериодическая комета из семейства Юпитера, которая была открыта 5 февраля 1951 года бельгийскими астрономами Сильвеном Ареном и Фернандом Риго в Королевская обсерватория Бельгии в ходе рутинного наблюдения астероидов. Она была описана как диффузный объект 11 m звёздной величины. Комета обладает довольно коротким периодом обращения вокруг Солнца — чуть более 6,7 года.

Орбита кометы Арена — Риго и её положение в Солнечной системе

## История наблюдений
1951 год был исключительно благоприятен для наблюдения за этой кометой, астрономы неоднократно отмечали у неё наличие комы и хвоста. Но следующее возвращение 1958 года было несколько иным: хотя комета была найдена очень близко к предсказанному положению, за три недели наблюдений она практически не проявляла кометной активности и только совпадение орбитальных параметров указывала на то, что это действительно комета, а не какой-нибудь астероид. То же самое повторилось и во время возвращения кометы в 1963 и 1970 годах. Лишь возвращение 1978 года позволило астрономам вновь обнаружить слабую кому и хвост, подтвердив тем самым кометную природу объекта.
Интересно, что орбита кометы характеризуется довольно длительным периодом стабильности: как показали расчёты за последние 900 лет комета ни разу не приближалась к Юпитеру ближе чем на 0,9 а. е. (135 млн км) и подобная ситуация будет продолжаться ещё несколько столетий, вплоть до XXIV века, в котором ожидается сразу два тесных сближения с Юпитером. Зато 20 декабря 2058 года комета пройдёт в 0,0867 а. е. (13,005 млн км) от Марса.